# Bruce Bégout
Bruce Bégout (Talence, 1967), filòsof i escriptor francès, és un dels pensadors francesos més reconeguts en l'actualitat, professor de Filosofia de la Universitat Bordeus III. Autor d'un estudi monogràfic sobre Husserl (La genealogía de la lógica), va guanyar rellevància internacional amb la publicació de Zerópolis (Anagrama, 2007), el seu assaig sobre Las Vegas com a simulacre urbà. Des de llavors, la seva obra ha continuat l'anàlisi sistemàtica dels elements que conformen la vida urbana i la quotidianitat amb la publicació de Lugar común: el motel norteamericano (Anagrama, 2008) i De la decència ordinària. Breu assaig sobre una idea fonamental del pensament polític de George Orwell (Edicions de 1984, 2013). Ha publicat també Suburbia. Autour des villes (Éditions Inculte, 2013).